# Meßrelation
Eine Meßrelation war eine anlässlich der Buchmessen von Frankfurt am Main und Leipzig herausgegebene Druckschrift, die über die politischen und militärischen Ereignisse seit der vergangenen Messe unterrichtete. Die Meßrelationen gelten als Vorläufer der heutigen Zeitungen, da sie die ersten gedruckten Nachrichtenmedien waren, die periodisch erschienen.
Als ihr Begründer gilt Michael von Aitzing (um 1530–1598), der auf der Frankfurter Herbstmesse 1583 erstmals eine in Köln gedruckte Relatio Historica anbot, in dem er im Quartformat auf 144 Seiten die Ereignisse in den Niederlanden seit Februar 1580 berichtete. Vor 1588 beabsichtigte Aitzing jedoch nicht, die historischen Relationen als Periodikum erscheinen zu lassen. Ab 1590 brachten Mitbewerber eigene Meßrelationen heraus. Die erste in Frankfurt produzierte Meßrelation kam 1591 heraus, die erste Leipziger 1605. Die Frankfurter Meßrelationen sind bis 1806, die Leipziger bis 1730 nachweisbar.
Ulrich Rosseaux plädierte dafür, „die Meßrelationen als eine eigenständige Medienform der Frühen Neuzeit zu betrachten, deren wesentliche Eigenschaften in der Periodizität, in der Seriosität und der Kompaktheit der Berichterstattung lagen. Als eine fortlaufend ergänzte Chronik der Gegenwart fungierten sie aus der Perspektive ihrer Herausgeber als konstitutiver Teil der Zeitgeschichtsschreibung.“
Ihre Nachrichten bezogen die Meßrelationen, die durchschnittlich 100 Seiten enthielten, von Korrespondenten oder entnahmen sie den Newen Zeytungen. Häufig enthielten sie auch Berichte von Postmeistern, Kaufleuten oder Reisenden.

## Drucke
- Michael von Aitzing: Relatio Historica Deß so sich nach dem Abschied der Coellnischen zusamenkunft von wegen Niderlendischer Pacification gehalten...  Ordenlich von anfang continuirt biß auff gegen wertiges Monat Septemb. 1583. [Köln] 1583 (Google-Books)

Jacobus Francus: Calendarij Historici Relatio [Continuatio]. Warhafftige Beschreibunge Aller fürnemen unnd gedenckwürdigen Historien
- Herbst 1592 (Google-Books); Fasten 1593 (Google-Books); Ursel Herbst 1593 (Google-Books); Nicolaus Henrich, Ursel Fasten 1594 (Google-Books); Ursel Herbst 1594 (Google-Books); Nicolaus Henrich, Ursel Fasten 1595 (Google-Books); Walstatt, Herbst 1595 (Google-Books)

Iacobi Franci Relatio Historica Quinqennalis. Warhafftige Beschreibung aller fürnemmen, denckwürdigen Geschichten, 
- … so sich … von Anno 90 biß auff 95 … verlauffen vnd zugetragen haben. Johann Saur / Paul Brachfeld, Frankfurt am Main 1595 (Google-Books)
- Continuator temporis quinquennalis: das ist: Fünffjährige Histori Erzehlung … so sich … von Anno 1594 bis auff 1599 … verlauffen haben, … auß Jacobi Franci, Jansonii, järigen und halbjärigen Relationibus zusammen getragen …, also daß es auff die erste Quinquennal Jacobi Franci folgen möge (= Teil II–V). Sebastian Brenner / Paul Brachfeld, Frankfurt am Main 1599 (Google-Books)

I[acobi] Franci Historicae Relationis Continuatio. Warhafftige Beschreibunge aller gedenckwirdigen Historien
- Andreas Hartmann / Paul Gräber, Hall Fasten 1601 (Google-Books)
- Jakob Framen / Johann Bötcher, Magdeburg Fasten 1601 (Google-Books); Herbst 1601 (Google-Books); Herbst 1602 (Google-Books)
- Jakob Framen / Johann Francken, Magdeburg Continuatio Qvarta. Fasten 1603 (Google-Books); Continuatio Sexta. Fasten 1604 (Google-Books); Continuatio Octava. Fasten 1605 (Google-Books); Continuatio Undecima. Herbst 1606 (Google-Books);
- Jakob Framen / Peter Schmied, Magdeburg Continuatio Vigesima. 1612 (= 1610) (Google-Books); Continuatio Vigesima Prima. 1611 (Google-Books); Continuatio Vigesima Secunda. 1612 (Google-Books)

Relatio Historica Semestralis. Das ist: Historische Beschreibung aller fürnemmen vnnd denckwirdigen Geschichten
- Theodor Meurer / Cornelius Sutor / Sigismund Latomus, Ursel 1599 (Google-Books)

Theodori Meurers Relationis Historicae Continvatio, Oder Warhafftige Beschreibunge aller fürnemen vnd gedenckwürdigen Historien
- Sigismund Latomus / Wolfgang Kezel, Lich Fasten 1600 (Google-Books); 1601 (Google-Books)
- Sigismund Latomus, Frankfurt am Main 1602 (Google-Books); 1603 (Google-Books); Fasten 1604 (Google-Books); Herbst 1604 (Google-Books); Herbst 1607 (Google-Books); Herbst 1609 (Google-Books); Fasten 1610 (Google-Books); Herbst 1610 (Google-Books); Fasten 1611 (Google-Books); Herbst 1611 (Google-Books); Fasten 1612 (Google-Books); Herbst 1612 (Google-Books); Fasten 1613 (Google-Books); Herbst 1613 (Google-Books); Herbst 1614 (Google-Books); Fasten 1615 (Google-Books); Herbst 1615 (Google-Books)

Relationis Historicae Semestralis Continuatio, Jacobi Franci Historische Beschreibung aller Denckwürdigen Geschichten
- Sigismund Latomus alias Meurer, Frankfurt am Main 1610 (Google-Books); 1612 (Google-Books); 1613 (Google-Books); 1614 (Google-Books); 1615 (Google-Books); 1617 (Google-Books), 1618 (Google-Books); 1619 (Google-Books); 1620 (Google-Books); 1621 (Google-Books); 1622 (Google-Books); 1623 (Google-Books); 1624 (Google-Books); 1625 (Google-Books); 1626 (Google-Books)
- Sigismund Latomus alias Meurer Wittib, Frankfurt am Main 1627 (Google-Books); 1628 (Google-Books)
- Sigismund Latomus alias Meurer Erben, Frankfurt am Main 1629 (Google-Books); 1630 (Google-Books); 1631 (Google-Books); 1632 (Google-Books); 1633 (Google-Books); 1634 (Google-Books); 1635 (Google-Books); 1636 (Google-Books); 1637 (Google-Books); 1638 (Google-Books); 1639 (Google-Books); 1640 (Google-Books); 1641 (Google-Books); 1642 (Google-Books); 1643 (Google-Books); 1644 (Google-Books); 1645 (Google-Books); 1646 (Google-Books); 1647 (Google-Books); 1648 (Google-Books); 1649 (Google-Books); 1650 (Google-Books); 1651 (Google-Books); 1652 (Google-Books); 1653 (Google-Books); 1654 (Google-Books); 1655 (Google-Books); 1656 (Google-Books); 1657 (Google-Books); 1658 (Google-Books); 1659 (Google-Books); 1660 (Google-Books); 1661 (Google-Books); 1662 (Google-Books); 1663 (Google-Books); 1664 (Google-Books); 1665 (Google-Books); 1666 (Google-Books); 1667 (Google-Books)

Relationis Historicae Semestralis Vernalis/Autumnalis Continuatio, Jacobi Franci Historische Beschreibung aller Denckwürdigen Geschichten
- Sigismund Latomus genannt Meurer Erben, Frankfurt am Main (Vernalis) 1668 (Google-Books); (Autumnalis) 1668 (Google-Books); (Vernalis) 1669 (Google-Books); (Autumnalis) 1669 (Google-Books); (Autumnalis) 1670 (Google-Books); (Vernalis) 1671 (Google-Books); (Autumnalis) 1671 (Google-Books); (Vernalis) 1672 (Google-Books); (Autumnalis) 1672 (Google-Books); (Vernalis) 1673 (Google-Books); (Vernalis) 1674 (Google-Books); (Autumnalis) 1674 (Google-Books); (Vernalis) 1675 (Google-Books); (Vernalis) 1677 (Google-Books); (Autumnalis) 1678 (Google-Books); (Vernalis) 1679 (Google-Books); (Vernalis) 1680 (Google-Books); (Autumnalis) 1680 (Google-Books); (Vernalis) 1681 (Google-Books); (Vernalis) 1682 (Google-Books); (Vernalis) 1683 (Google-Books); (Autumnalis) 1683 (Google-Books); (Vernalis) 1684 (Google-Books); (Autumnalis) 1685 (Google-Books); (Vernalis) 1686 (Google-Books); (Vernalis) 1687 (Google-Books)
- Sigismund Latomus genannt Mäurer Erben / Johann Steindecker, Frankfurt am Main (Autumnalis) 1687 (Google-Books); (Autumnalis) 1688 (Google-Books); (Vernalis) 1689 (Google-Books); (Autumnalis) 1689 (Google-Books); (Autumnalis) 1690 (Google-Books); (Autumnalis) 1691 (Google-Books); (Autumnalis) 1692 (Google-Books); (Vernalis) 1693 (Google-Books); (Autumnalis) 1693 (Google-Books); (Autumnalis) 1694 (Google-Books); (Vernalis) 1695 (Google-Books); (Autumnalis) 1695 (Google-Books); (Vernalis) 1697 (Google-Books); (Autumnalis) 1697 (Google-Books); (Vernalis) 1698 (Google-Books); (Vernalis) 1699 (Google-Books); (Autumnalis) 1699 (Google-Books); (Autumnalis) 1700 (Google-Books); (Vernalis) 1701 (Google-Books)
- Engelhard Erben / Johann Balthasar Graupitz, Frankfurt am Main (Autumnalis) 1703 (Google-Books); (Vernalis) 1704 (Google-Books); (Autumnalis) 1704 (Google-Books); (Vernalis) 1705 (Google-Books); (Autumnalis) 1705 (Google-Books); (Vernalis) 1706 (Google-Books); (Autumnalis) 1706 (Google-Books); (Vernalis) 1707 (Google-Books); (Autumnalis) 1707 (Google-Books); (Vernalis) 1708 (Google-Books); (Autumnalis) 1708 (Google-Books); (Vernalis) 1709 (Google-Books); (Autumnalis) 1709 (Google-Books); (Vernalis) 1710 (Google-Books); (Autumnalis) 1710 (Google-Books); (Vernalis) 1711 (Google-Books); (Autumnalis) 1711 (Google-Books); (Vernalis) 1712 (Google-Books); (Vernalis) 1713 (Google-Books); (Vernalis) 1714 (Google-Books); (Autumnalis) 1714 (Google-Books); (Vernalis) 1715 (Google-Books); (Autumnalis) 1715 (Google-Books); (Vernalis) 1716 (Google-Books); (Autumnalis) 1716 (Google-Books); (Vernalis) 1717 (Google-Books); (Autumnalis) 1717 (Google-Books); (Autumnalis) 1718 (Google-Books); (Vernalis) 1719 (Google-Books); (Autumnalis) 1719 (Google-Books); (Autumnalis) 1720 (Google-Books); (Vernalis) 1721 (Google-Books); (Autumnalis) 1721 (Google-Books); (Vernalis) 1722 (Google-Books); (Autumnalis) 1722 (Google-Books); (Autumnalis) 1723 (Google-Books); (Vernalis) 1724 (Google-Books); (Autumnalis) 1724 (Google-Books); (Vernalis) 1725 (Google-Books); (Autumnalis) 1725 (Google-Books); (Vernalis) 1726 (Google-Books); (Autumnalis) 1726 (Google-Books); (Vernalis) 1727 (Google-Books); (Autumnalis) 1727 (Google-Books); (Vernalis) 1728 (Google-Books); (Autumnalis) 1728 (Google-Books); (Vernalis) 1729 (Google-Books); (Autumnalis) 1729 (Google-Books); (Vernalis) 1730 (Google-Books); (Autumnalis) 1730 (Google-Books)
- Sigismund Latomus / Engelhard Erben (Autumnalis) 1731 (Google-Books); (Vernalis) 1732 (Google-Books); (Autumnalis) 1732 (Google-Books); (Vernalis) 1733 (Google-Books); (Autumnalis) 1733 (Google-Books); (Vernalis) 1734 (Google-Books); (Autumnalis) 1734 (Google-Books); (Vernalis) 1735 (Google-Books); (Autumnalis) 1735 (Google-Books); (Vernalis) 1736 (Google-Books); (Autumnalis) 1736 (Google-Books); (Vernalis) 1737 (Google-Books); (Autumnalis) 1737 (Google-Books); (Vernalis) 1738 (Google-Books); (Autumnalis) 1738 (Google-Books); (Vernalis) 1739 (Google-Books); (Autumnalis) 1739 (Google-Books); (Vernalis) 1740 (Google-Books); (Autumnalis) 1740 (Google-Books); (Vernalis) 1741 (Google-Books); (Autumnalis) 1741 (Google-Books); (Vernalis) 1742 (Google-Books); (Autumnalis) 1742 (Google-Books); (Vernalis) 1743 (Google-Books); (Autumnalis) 1743 (Google-Books); (Vernalis) 1744 (Google-Books); (Autumnalis) 1744 (Google-Books); (Vernalis) 1745 (Google-Books); (Autumnalis) 1745 (Google-Books); (Vernalis) 1746 (Google-Books); (Autumnalis) 1746 (Google-Books); (Vernalis) 1747 (Google-Books); (Autumnalis) 1747 (Google-Books); (Vernalis) 1748 (Google-Books); (Autumnalis) 1748 (Google-Books); (Vernalis) 1749 (Google-Books); (Autumnalis) 1749 (Google-Books); (Vernalis) 1750 (Google-Books), (Autumnalis) 1750 (Google-Books)

Frankfurter Meß-Relation
- Engelhard, Frankfurt am Main Ostern 1751 (Google-Books); Herbst 1751 (Google-Books); Ostern 1752 (Google-Books); Herbst 1752 (Google-Books); Ostern 1753 (Google-Books); Herbst 1753 (Google-Books); Ostern 1754 (Google-Books); Herbst 1754 (Google-Books); Ostern 1755 (Google-Books); Herbst 1755 (Google-Books); Ostern 1756 (Google-Books); Herbst 1756 (Google-Books); Ostern 1757 (Google-Books); Herbst 1757 (Google-Books); Ostern 1758 (Google-Books); Herbst 1758 (Google-Books); Ostern 1759 (Google-Books); Herbst 1760 (Google-Books); Herbst 1761 (Google-Books); Herbst 1766 (Google-Books); Ostern 1767 (Google-Books); Herbst 1767 (Google-Books); Ostern 1768 (Google-Books); Herbst 1769 (Google-Books); Herbst 1770 (Google-Books); Ostern 1774 (Google-Books); Ostern 1775 (Google-Books); Herbst 1776 (Google-Books); Ostern 1777 (Google-Books); Ostern 1778 (Google-Books); Herbst 1779 (Google-Books); Ostern 1780 (Google-Books); Herbst 1780 (Google-Books); Ostern 1781 (Google-Books); Herbst 1781 (Google-Books); Ostern 1782 (Google-Books); Herbst 1782 (Google-Books); Ostern 1783 (Google-Books); Herbst 1783 (Google-Books); Ostern 1784 (Google-Books); Herbst 1784 (Google-Books); Ostern 1785 (Google-Books); Herbst 1785 (Google-Books); Ostern 1786 (Google-Books); Herbst 1786 (Google-Books); Herbst 1787 (Google-Books); Ostern 1788 (Google-Books); Ostern 1789 (Google-Books); Herbst 1789 (Google-Books); Ostern 1791 (Google-Books); Ostern 1799 (Google-Books)